# ザ・フーターズ

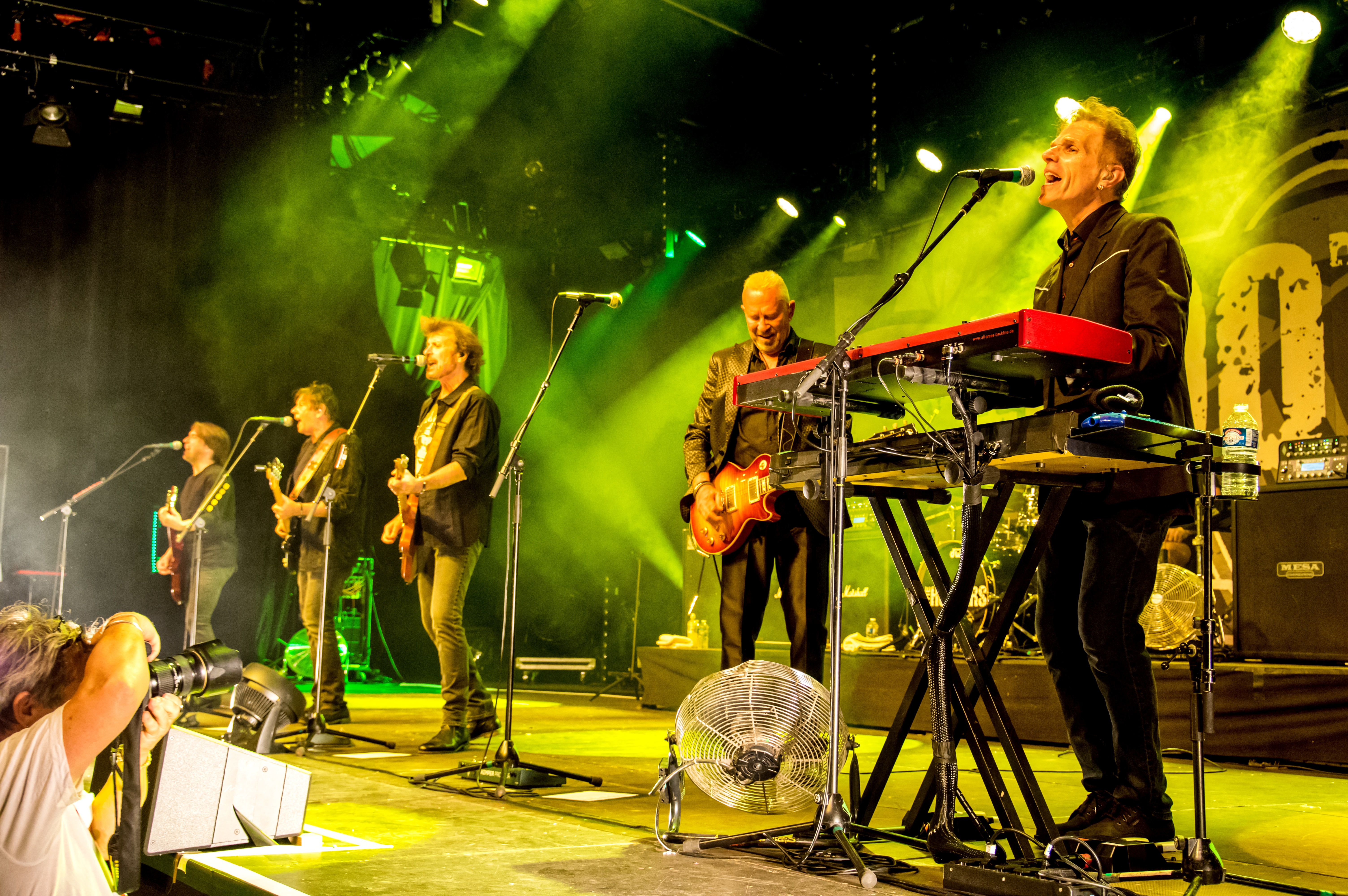
The Hooters, テント音楽祭 2018 フライブルク、ドイツ

ザ・フーターズ（The Hooters）は、アメリカ合衆国・フィラデルフィア出身のロックバンドである。代表曲に「朝までダンス（And we danced）」「デイ・バイ・デイ（day by day）」「ジョニーB（Johnny B）」などがある。フォーク、ケイジャン、ザディコ、レゲエ、スカなど北中米の民俗音楽を大胆に採り入れたサウンドで一世を風靡した。また主要メンバーのうちの一人ロブ・ハイマンは、マイルス・デイヴィスやタック&パティらにカヴァーされたシンディ・ローパーのスタンダード「タイム・アフター・タイム」の作曲者としても知られている。バンド名はメロディカの異称から採られている。
また、エリック・バジリアンがジョーン・オズボーンに提供した「ワン・オブ・アス」("One of Us")はビルボードのトップ10になるヒット曲でプリンスやアメリカの人気ドラマシリーズである「glee/グリー」他にカバーされている。
上記の「ジョニーB」他も様々なアーティストにカバーされている。

## 年譜
1970年代初頭、ペンシルベニア大学の学生だったロブ・ハイマン、リック・チャートフ、エリック・バジリアンはワックス(Wax)というバンドを結成。なお、リック・チャートフはドラマーであった。その後、リック・チャートフはアリスタの社員となりバンドを離脱。バンドはその後ベイビー・グランド(Baby Grand)と改名。エリックの大学卒業後にアリスタと契約し、1977年にアルバム「BABY GRAND」、翌年「ANCIENT MEDICINE」を発表。しかしこれらのアルバムはエリックによれば前衛的過ぎてセールス的には失敗したという。
ベイビー・グランド解散後、エリックとロブは2トーンなどのスカ・リバイバルに強い影響を受け、「フーターズ」を結成。フィラデルフィアのクラブを中心にライブを重ねたバンドは、フィラデルフィア地域に強い影響力を持っていたラジオ局、FMWMMRにおけるヘヴィ・ローテーションもあって、瞬く間に東海岸で評判のロックバンドとなる。しかしフーターズ＝フィラデルフィアというイメージが強くなりすぎた為、メジャーデビューには時間がかかり、82年にはバンドは解散状態であった。この時期に生まれたのが、後に1980年代を代表する「タイム・アフター・タイム」であった。
1983年、バンドのマネージメントをスティーヴ・マウンテン（フィラデルフィア郊外のアードモアにあるライブハウス「コーナーストーン」のオーナー）が引き継いで後、活動は再び軌道に乗り始め、ギタリストにジョン・リリィ、ベーシストにロブ・ミラーをスカウトし（当初二人がスカウトしたベーシストはフラン・スミス・ジュニアであったが、フランは諸事情によりこれを固辞）、同年インディペンデント・レーベルから1枚目のアルバム「アモーレAmore」を発表。「All You Zombies」「Hanging On A Heartbeat」「Fightin' On The Same Side」「Blood From A Stone」など、後のアルバムに再収録された楽曲を数多く含むこのアルバムは10万枚を売り上げた。またバンドは精力的にライブ活動を続け、ファンを増やしていく。この頃、かつてのメンバーであったリック・チャートフは自らがプロデュースしたシンディ・ローパーのデビュー・アルバムのバックに彼らを起用。
1984年1月1日、ロブ・ミラーがバイク事故によりバンドを離脱。後任ベーシストはアンディ・キング。
1985年、バンドはコロムビア・レーベルと契約。この年に発表されたアルバム「Nervous Night」（全米12位）は200万枚を売り上げ、バンドは「ローリング・ストーン」誌の最優秀新人ロックバンドに選ばれた。また「ライブ・エイド」ではアメリカ会場のオープニングを務めた。1987年、アルバム「One way home」（全米27位）を発表。シングル「Satellite」は全英チャート22位を記録。ドイツでは「Johnny B」がチャート1位になった。
1988年、ベーシストがフラン・スミス・ジュニアに交代。1989年、アルバム「Zig Zag」（全米115位）を発表。1990年、ロブとエリックはロジャー・ウォーターズがベルリンで上演した「ザ・ウォール」に出演。シネイド・オコナー、リック・ダンコ、ガース・ハドソンとともに「Mother」を演奏した。またこの年、来日ツアーも行っている。
1993年、アルバム「Out of body」発表。初の女性メンバー、ミンディ・ジョスティンが参加。シンディー・ローパーがゲストボーカルとして製作に参加。
1994年、初のライブ・アルバム「The Hooters Live」発表。ミンディは1995年には脱退し、フーターズは再び5人組に戻る。
1996年、ロブとエリックは、リックがプロデュースしたジョーン・オズボーンの1stアルバムに作曲と演奏で全面参加。エリックが提供したシングル「One of Us」がヒット（全米4位）。
1998年、ロブを中心とし、ドヴォルザークの交響曲「新世界より」をモチーフにしたプロジェクト・アルバム「Largo」を制作したが、これを最後にフーターズとしての活動はほぼ休止となる。
2001年、フィラデルフィアにて一夜限りの再結成ライブを行う。2002年、バンドは本格的に活動を再開し、ドイツをツアー。以降、2007年まで毎年のようにドイツへツアーに出ている。
2005年3月、ミンディ・ジョスティンが病死。
2007年、アルバム「Time stand still」を発表。当初は根強いファンの多いドイツのみの発売だった。
2008年2月、ようやく本国アメリカでも「Time stand still」が発売される。また2007年の11月21日および23日にフィラデルフィアの「エレクトリック・ファクトリー」で収録されたライブと2月28日と3月1日にエルム・ストリート・スタジオで収録されたアコースティック・アレンジのシークレットライブは、2008年に2枚組ライブアルバム「Both Sides Live」として発売された。

## メンバー

### 現在のメンバー
- エリック・バジリアン（Eric Bazilian、1980-）: ヴォーカル、ギター、マンドリン、テナーサックス等
- ロブ・ハイマン（Rob Hyman、1980-）: ヴォーカル、アコーディオン、キーボード等。現在はフィラデルフィアでレコーディングスタジオ「エルムストリート・スタジオ」を共同経営。近年のフーターズやメンバーのソロ作品のレコーディングは主にこのスタジオで行われている。
- デヴィッド・ウォシキネン（David Uosikkinen、1980-）: ドラムス
- ジョン・リリィ（John Lilley、1983-）: ギター、バックグラウンド・ヴォーカル
- フラン・スミス・ジュニア（Fran Smith, Jr.、1987-）: ベースギター、バックグラウンド・ヴォーカル
- トミー・ウィリアムズ（Tommy Williams、2010-）: ギター、バックグラウンド・ヴォーカル

### 元メンバー
- ミンディ・ジョスティン（Mindy Jostyn、1992-1993）: ヴァイオリン、ハーモニカ、バックグラウンド・ヴォーカル等。バンド離脱後は1995年にソロ・デビューし、2005年までに5枚のアルバムを発表。またカーリー・サイモン、シンディ・ローパー、ジョン・メレンキャンプ、ジョー・ジャクソン、ビリー・ジョエル、ドナルド・フェイゲンらのツアーやレコーディングに参加。2005年3月に病死。シンディ・ローパーの「シスターズ・オヴ・アヴァロン」ツアーでは日本公演にも参加している。
- Bobby Woods (1980-1983): ベースギター
- John Kuzma (1980-1983): ギター、バックグラウンド・ヴォーカル
- Rob Miller (1983-1984): ベースギター、バックグラウンド・ヴォーカル
- Andy King (1984-1987): ベースギター、バックグラウンド・ヴォーカル

### サポート・メンバー
- アン・マリー・カルホーン(2008)：ヴァイオリン、バッキング・ヴォーカル

## メンバー個々の活動
フーターズのメンバーはいずれも極めて優秀な音楽家として認知されており、幅広い他の音楽家たちの作品制作やコンサートに協力している。主なものを示す。
- ロブ・ハイマン
  - シンディ・ローパー
  - ジョーン・オズボーン
  - リッキー・マーティン
  - パティ・スマイス
  - キャロル・キング
  - リトル・フィート
  - ミック・ジャガー
  - ロジャー・ウォータース
  - ジョン・レノン
  - タジ・マハール
  - ザ・バンド
  - チーフタンズ
  - ジョン・ボン・ジョヴィ等
- エリック・バジリアン
  - シンディ・ローパー
  - アマンダ・マーシャル
  - リッキー・マーティン
  - ジョアン・オズボーン
  - パティ・スマイス
  - ジョン・ボン・ジョヴィ
  - アレハンドラ・グスマン
  - アラナ・マイルス
  - ジャーニー
  - ミック・ジャガー等
- フラン・スミス・ジュニア
  - ジェフ・ベック

## 使用機材
ロブとエリックは楽器コレクターとしても知られており、妙な楽器を山のように所有しているとされている。
以下にバンドの使用機材を示す。
ロブ・ハイマン
エンソニックMR-61、ローランドU-20（以上はキーボード）、ホーナー・コンチェルト3、ホーナー・スターレット40（以上はアコーデオン）、ホーナー・メロディオン等
エリック・バジリアン
テレキャスター風カスタムメイド・ダブルネック、レスポール・ジュニア風カスタムメイド・ダブルネック
ギブソン・レスポール・スタンダード（1958年モデル・リイシュー、ゴールドトップ）、1960年製ギブソン・レスポール・ジュニア、1966年製フェンダー・テレキャスター、ドメンジェト・フライングVモデル、リッケンバッカー12弦ギター、グレッチ6119テネシアン、ライン6POD XT-pro、ヴォックスAC30、ケンタッキー・マンドリン、ホーナー・ハーモニカ等。1990年の来日時にメインで使用していたのはシェクター製のテレキャスター・モデルで赤いナチュラル塗装のメイプル・ボディにメイプル・ネック、メイプル指板、ハムバッカー×2という仕様。このギターは1993年12月にドイツで収録されたライブアルバム「The Hooters Live」のジャケットでも確認出来る。
フェンダー・ストラトキャスター、フェンダー・テレキャスターとフェンダー・ストラトキャスターの合成ギター。
ジョン・リリィ
フェンダー・テレキャスター、ルッジェーロ・ストラトキャスター・モデル、ライン6POD XT-pro、フェンダー・デラックス・リヴァーブ、アルヴァレス・アコースティックギター、アルヴァレス・マンドリン、ローランド・JUNO106、ギブソンSG等
フラン・スミス・ジュニア
フェンダー・プレシジョンベース(黒）、フェンダー・プレシジョンベース(サンバースト1）、フェンダー・プレシジョンベース（サンバースト2)、クレイマー・カスタムメイド5弦ベース「Zig Zag model」、アンペッグSVT
デヴィッド・ウォシキネン
ドラムワークショップ、ジルジャン、ソナー、レモ

## 日本との関わり
フーターズのメンバーは日本びいきであることでも知られ、1988年には『辻仁成のオールナイトニッポン』（ニッポン放送）にゲスト出演したことが契機となり、自らが歌う完全日本語版『ジョニーB』をリリースしたこともある。またコンサートで「上を向いて歩こう」を日本語で歌ったこともある。実はエリックが人生で初めて買ったシングルレコードがこの曲で、以来エリックは正しい日本語の歌詞を知らないまま耳コピーによってこの曲を歌っていた。その後フーターズがシンディ・ローパーと仕事をした時、かつてニューヨークの「MIHO」という日本語バーでハコバンの歌手をしていたシンディがエリックに正しい日本語歌詞を教えたとされる。日本語による「上を向いて歩こう」初演は1987年11月の来日におけるゆうぽうと公演。

## 注
1. ↑  『HOOTERS A TO ZIGZAG』(アルバム「ZIG ZAG」初回プレス日本盤封入ブックレット）
2. ↑  ミンディ・ジョスティン公式ウェブサイト
3. ↑  故ミンディ・ジョスティンの代替として、アン・マリー・カルホーンがヴァイオリン兼バッキング・ヴォーカルとして参加(アルバムジャケットのクレジット表記による）
4. ↑  ライブでは黒いテープを貼って、メーカー名が客席から見えないようにしてあることが多い。
5. ↑  クレイマー製のギターネックとスペクター製のマンドリン・ネックをマウントしたダブルネックギターで、ボディはテレキャスター風デザインのフレイム・メイプルの赤いサンバースト。ピックアップはマンドリン側がシングルコイル×1、ギター側はブリッジポジションにギブソン・サイズのダブルコイル・ハムバッカーを、テレキャスター用の6サドルブリッジを介してマウント。1989年-90年のZIG ZAGツアー時はいずれもEMG製のカヴァード・ピックアップが装着されている(『ギターマガジン』1990年3月号、164－165ページ)。
6. ↑  2007年頃から写真で確認出来る個体。ダブル・カッタウェイのレスポール・ジュニア風のボディに、やはりマンドリンとギターのネックがマウントされている。フィニッシュはマホガニー風の木目のナチュラルで、ブリッジはチューン・O・マチック、但し弦はボディ裏から通す仕様。ピックアップはいずれもP90型のものを1つずつマウント。
7. ↑  このギターはメジャーデビュー時から現在まで一貫してメインギターの1本。「朝までダンス」のプロモーション・ビデオで既にこのギターを確認出来る。ダブル・カッタウェイのオリジナル・レスポール・ジュニアでは最後期のもので（1960年中にシングル・カッタウェイに仕様変更があった）、ヘリテージ・チェリー・フィニッシュにP90ピックアップ×1、ブリッジはバダス型のものに換装されている。
8. ↑  前出のインタビューにおいてエリックは、この時期のメイン・ギターを「60年製のレスポール・ジュニアとシェクターのテレキャスター。アコースティック・ギターはほとんどヤイリだ。グレッチとかリッケンバッカーも、ビートルズの使用でよく知られているやつを使った。アンプは99%までVOXのAC30だよ。」とコメント。
9. ↑  「500Miles」のプロモーション・ビデオで使用。
10. ↑  テレキャスターのネックをストラトキャスターのボディに装着したもの。ソロアルバム「Very Dull Boy」の封入ブックレットによると、このアルバムはこの個体とローランドVG-8、プロツールズ・フリーのみを使用したとのこと。
11. ↑  黒とナチュラルを使用。1990年の来日時のパンフレットの写真ではナチュラルのみ確認出来る。この時期は3サドルのブリッジに白いピックガード、メイプル指板でピックアップは通常のテレキャスターのもの。黒の方は2007年のアルバム「Time Stand Still封入ブックレット」で確認出来るが、こちらもほぼ純正仕様。
12. ↑  1990年の来日時パンフでは黒ボディのものとサンバーストボディのものの2個体が確認出来る。黒ボディの個体はローズのラウンド貼りネックにプリCBSロゴなので、1962－67年製造の個体と推測出来る。ピックガードは鼈甲柄。
13. ↑  メイプル1ピースネックに黒のドットポジション、ラッカーフィニッシュのアルダーボディでCBSロゴなので、1970年代中期の個体と思われる。
14. ↑  1994年の「The Hooters Live」のジャケットと2007年の「Time Stand Still」封入ブックレットで確認出来る個体。ネックはローズ指板＋ドットポジションで、指板はラウンド貼りに見える。ブリッジ付近にジャズベースのピックアップを増設した、いわゆるPJ仕様。2007年時点ではEMG製のカヴァード・ピックアップが装着されている。ロゴが確認不能なので、年代の推測は難しい。
15. ↑  前出「HOOTERZ A TO ZIGZAG」